# Tiara Ashleigh
Tiara Ashleigh Neal (* 13. April 1985) ist eine US-amerikanische Schauspielerin und Filmproduzentin.

## Leben
Ihre ersten Rollen hatte Ashleigh unter dem Namen Tiara Gathright. 2008 hatte sie eine Episodenrolle in Alle hassen Chris. Es folgten 2009 eine Besetzung in dem Film Dough Boys, sowie 2011 eine Episodenrolle in The Mentalist und zwei Besetzungen in den Spielfilmen Should’ve Put a Ring on It und Measure of Faith. 2012 hatte sie eine größere Rolle im B-Movie-Fernsehfilm Arachnoquake. Seit 2013 tritt sie unter dem Namen Ashleigh und als Filmproduzentin in Erscheinung. 2013 produzierte sie den Film Pastor Shirley, wo sie auch eine Filmrolle innehatte. Letztmals war sie in einer Episode der Fernsehserie Happy Hour als Schauspielerin zu sehen.

## Filmografie (Auswahl)

### Schauspiel
- 2008: Alle hassen Chris (Everybody Hates Chris, Fernsehserie, Episode 3x12)
- 2009: Dough Boys
- 2011: The Mentalist (Fernsehserie, Episode 3x14)
- 2011: Should’ve Put a Ring on It
- 2011: Measure of Faith
- 2012: Arachnoquake (Fernsehfilm)
- 2013: Pastor Shirley
- 2014: The Next Dance
- 2015: Infidelity
- 2015: Mysterious Ways
- 2016: Happy Hour (Fernsehserie, Episode 1x02)

### Produktion
- 2013: Inside the 50 Shades: Real Women Confess
- 2013: Pastor Shirley
- 2014: Act of Faith
- 2015: Mysterious Ways